# 판타지 스포츠
판타지 스포츠(fantasy sport, rotisserie, roto)는 참여자가 실제 프로 스포츠 선수의 가상의 팀을 조합하는 온라인 게임의 일종이다. 이 팀들은 실제 게임의 해당 플레이어들의 선수들의 통계적 성과에 기반하여 경기에 임한다. 이 성과는 각 판타지 팀 감독이 선정한 명단에 따라 점수로 변환되어 축적 후 총계를 낸다.

## 역사
선수를 선발하고 해당 선수의 연초~현재까지의 통계에 기반하여 대회에 참가시키는 일은 제2차 세계 대전 직후부터 있었다.

## 산업 개요

### 산업의 규모
2015년 3월, 오스트레일리아의 연구 기업의 리서치 펌 IBISWorld는 판타지 스포츠는 20억 달러의 산업이었으며, 10.7%의 연간 성장, 292개 기업의 4,386명의 고용을 경험한다고 보고하였다.
판타지 스포츠 동업 조합(Fantasy Sports Trade Association)에 따르면 판타지 스포츠는 2016년 기준으로 미국과 캐나다 내 59,300,000명의 판타지 스포츠 선수들과 더불어 72.2억 규모의 산업이다.

### 인구
| 분류                  | 미국 | 캐나다 |
| --------------------- | ---- | ------ |
| 전체                  | 15%  | 19%    |
| 성인                  | 13%  | 18%    |
| 10대                  | 18%  | 30%    |
| 남성                  | 19%  | 20%    |
| 여성                  | 8%   | 5%     |
| 대학 교육을 받음      | 18%  | 22%    |
| 대학 교육을 받지 않음 | 10%  | 11%    |
| HH 소득 >=$50K        | 16%  | 15%    |
| HH 소득 < $50K        | 10%  | 10%    |

## 같이 보기
- 스포츠 경영 비디오 게임
- 판타지 베이스볼